# Daniel Barrow
Daniel Hubert Barrow –conocido como Dan Barrow– (Yeadon, 22 de julio de 1909-Harrisburg, 4 de noviembre de 1993) fue un deportista estadounidense que compitió en remo.
Participó en los Juegos Olímpicos de Berlín 1936, obteniendo una medalla de bronce en la prueba de scull individual. Ganó una medalla de oro en el Campeonato Europeo de Remo de 1930.

## Palmarés internacional
| Juegos Olímpicos   | Juegos Olímpicos  | Juegos Olímpicos  | Juegos Olímpicos |
| Año                | Lugar             | Medalla           | Prueba           |
| ------------------ | ----------------- | ----------------- | ---------------- |
| 1936               | Berlín (Alemania) | Medalla de bronce | Scull individual |
| Campeonato Europeo |                   |                   |                  |
| Año                | Lugar             | Medalla           | Prueba           |
| 1930               | Lieja (Bélgica)   | Medalla de oro    | Ocho con timonel |

1. ↑  En algunas ediciones del Campeonato Europeo se permitió la participación de remeros de otros continentes.